# NGC 3193
NGC 3193 је елиптична галаксија у сазвежђу Лав која се налази на NGC листи објеката дубоког неба.
Деклинација објекта је + 21° 53' 38" а ректасцензија 10h 18m 24,8s. Привидна величина (магнитуда) објекта NGC 3193 износи 10,8 а фотографска магнитуда 11,8. Налази се на удаљености од 29,512 милиона парсека од Сунца. NGC 3193 је још познат и под ознакама UGC 5562, MCG 4-24-27, CGCG 123-38, ARP 316, VV 307, HCG 44B, PGC 30099.